# Корсунская, Берта Ивановна
Берта Ивановна Корсунская (1900, Одесса — дата смерти неизвестна) — советская шахматистка, чемпионка Украинской ССР по шахматам среди женщин (разделила с Цилей Фрид, 1949), участница финала чемпионата СССР по шахматам среди женщин (1950), шахматный арбитр.

## Биография
Воспитанница тренера В. Гуревича. В 1936 году победила на чемпионате города Одессы по шахматам среди женщин. В 1937—1938 годах работала инспектором по шахматам Одесского комитета физкультуры, заведовала также шахматным павильоном в городском парке имени Т. Г. Шевченко. После Великой Отечественной войны была одной из сильнейших шахматисток Украины. В 1946 году стала вторым призером чемпионата Украины по шахматам среди женщин, а в 1949 году победила в чемпионате Украины по шахматам среди женщин. В том же году разделила 2-3-е место в полуфинале чемпионата СССР по шахматам среди женщин в Таллине, а в 1950 году была среди участниц чемпионата СССР по шахматам среди женщин в Риге.
В 1950-х годах переехала в Днепропетровск, была чемпионкой Днепропетровской области и судила шахматные турниры. Была депутатом Одесского горсовета, входила в состав президиума украинской шахматно-шашечной секции. В 1965 году была главным судьёй мужского чемпионата Украинской ССР по шахматам. О её последних годах жизни нет достоверных фактов.